# Оксид-хлорид актиния
Оксид-хлорид актиния — AcOCl, смешанное соединение актиния с кислородом и хлором. Представляет собой бесцветные (белые) тетрагональные кристаллы со слоистой структурой.
Впервые был описан в 1950 году. Получен нагреванием хлорида актиния с водяными парами и аммиаком при 1000 °C:
{\displaystyle {\mathsf {AcCl_{3}+2NH_{3}+H_{2}O\ {\xrightarrow {1000^{o}C}}\ AcOCl+2NH_{4}Cl}}}